# Gamma Monocerotis
Gamma Monocerotis ( γ Monocerotis, förkortat Gamma Mon,  γ Mon)  som är stjärnans Bayerbeteckning, är en dubbelstjärna belägen i den sydvästra delen av stjärnbilden Enhörningen. Den har en skenbar magnitud på 3,96 och är synlig för blotta ögat där ljusföroreningar ej förekommer. Baserat på parallaxmätning inom Hipparcosuppdraget på ca 6,6 mas, beräknas den befinna sig på ett avstånd på ca 500 ljusår (ca 153 parsek) från solen.

## Egenskaper
Alfa Monocerotis A är en orange till röd jättestjärna av spektralklass K1.5 III Ba0.3, vilket anger att den är en mild bariumstjärna och att spektret uppvisar onormalt överskott av s-processelement såsom barium. Dessa deponerades av en omkretsande följeslagare när den passerade genom det asymptotiska jättegrenstadiet. Denna är nu en vit dvärgstjärna. Alfa Monocerotis A har en massa som är ca 5 gånger större än solens massa, en radie som är ca 55 gånger större än solens och utsänder från dess fotosfär ca 1 020 gånger mera energi än solen vid en effektiv temperatur på ca 4 375 K.
Det har observerats två följeslagare Alfa Monocerotis B av magnitud 13,1, separerade med 53,7 bågsekunder och Alfa Monocerotis C av magnitud 13,6, separerad med 47,9 bågsekunder. 